# Nectoneanthes donghaiensis
Nectoneanthes donghaiensis är en ringmaskart som beskrevs av He 1987. Nectoneanthes donghaiensis ingår i släktet Nectoneanthes och familjen Nereididae. Inga underarter finns listade i Catalogue of Life.